# Corynoneura taris
Corynoneura taris är en tvåvingeart som beskrevs av Roback 1957. Corynoneura taris ingår i släktet Corynoneura och familjen fjädermyggor. Inga underarter finns listade i Catalogue of Life.